# Rhyacionia adana
Rhyacionia adana är en fjärilsart som beskrevs av Heinrich 1923. Rhyacionia adana ingår i släktet Rhyacionia och familjen vecklare. Inga underarter finns listade i Catalogue of Life.

## Bildgalleri

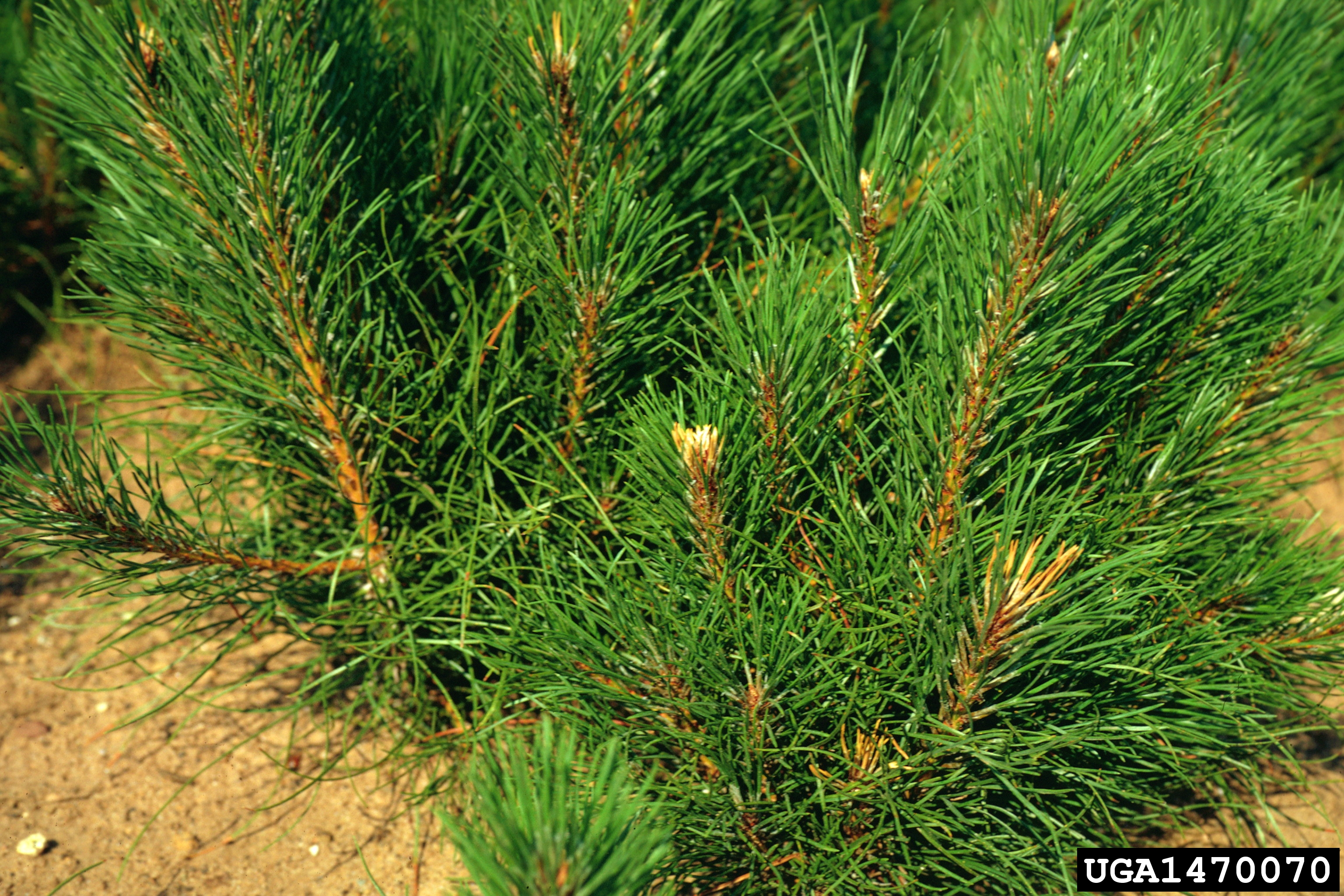
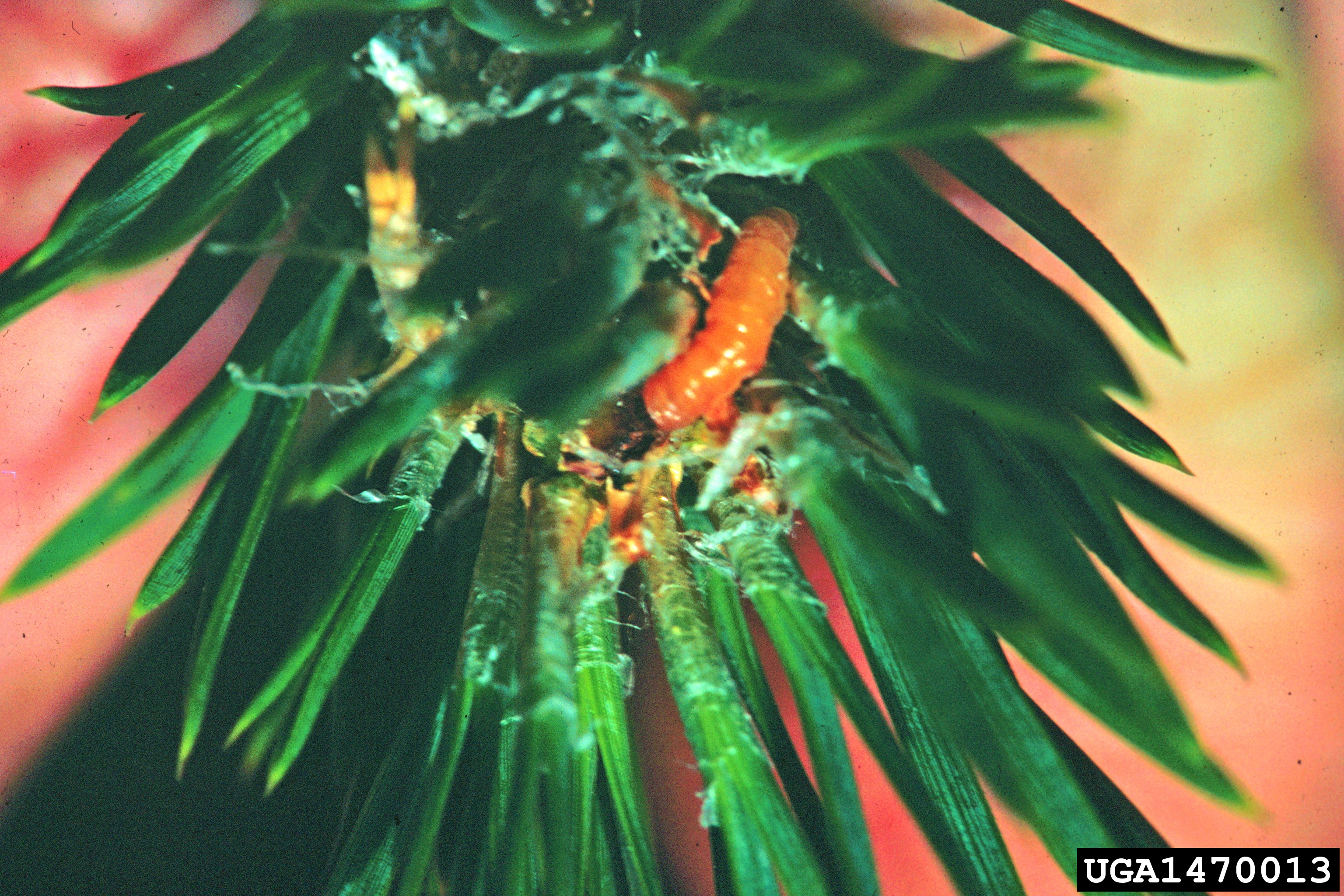
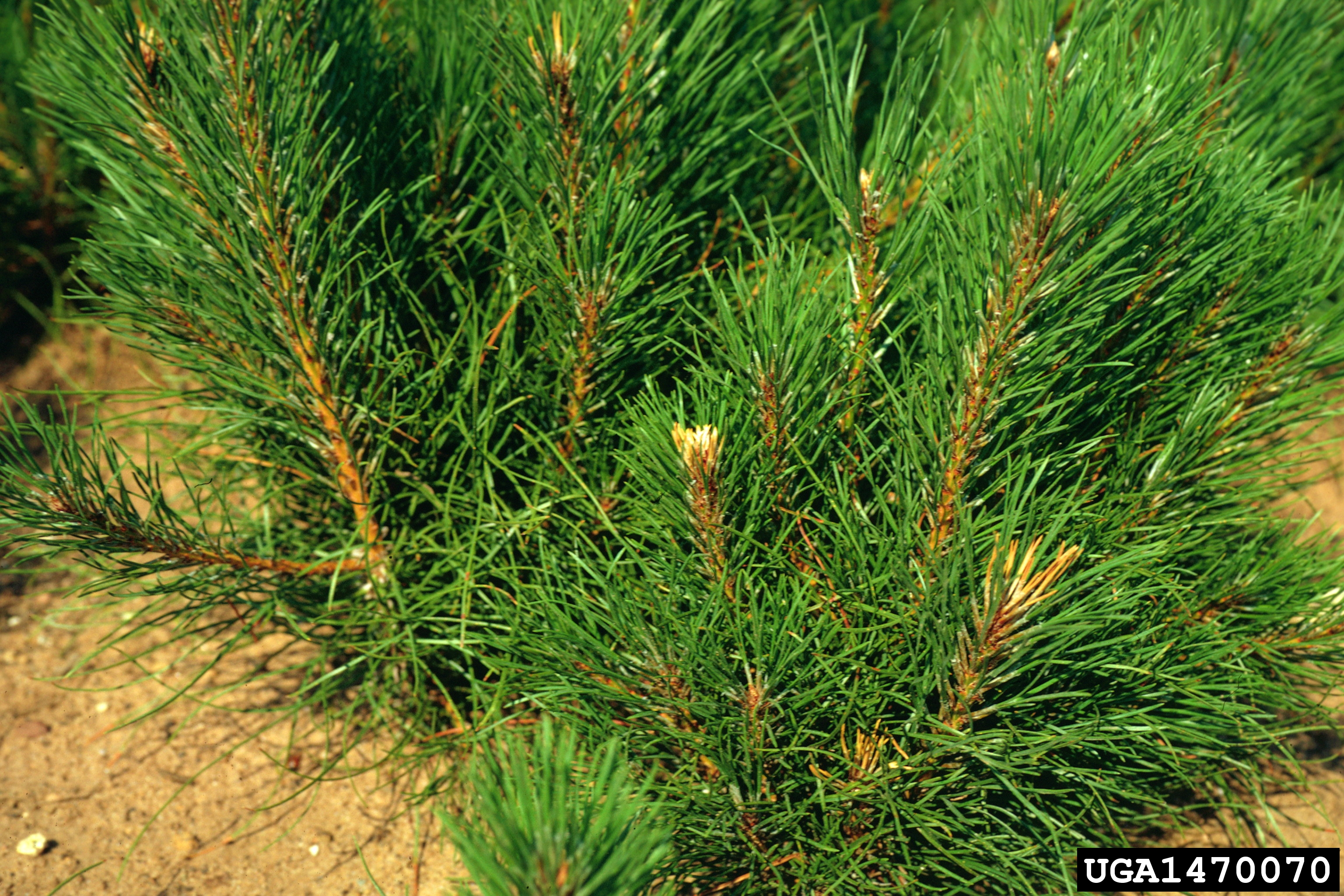